# Salvatierra (comarca)

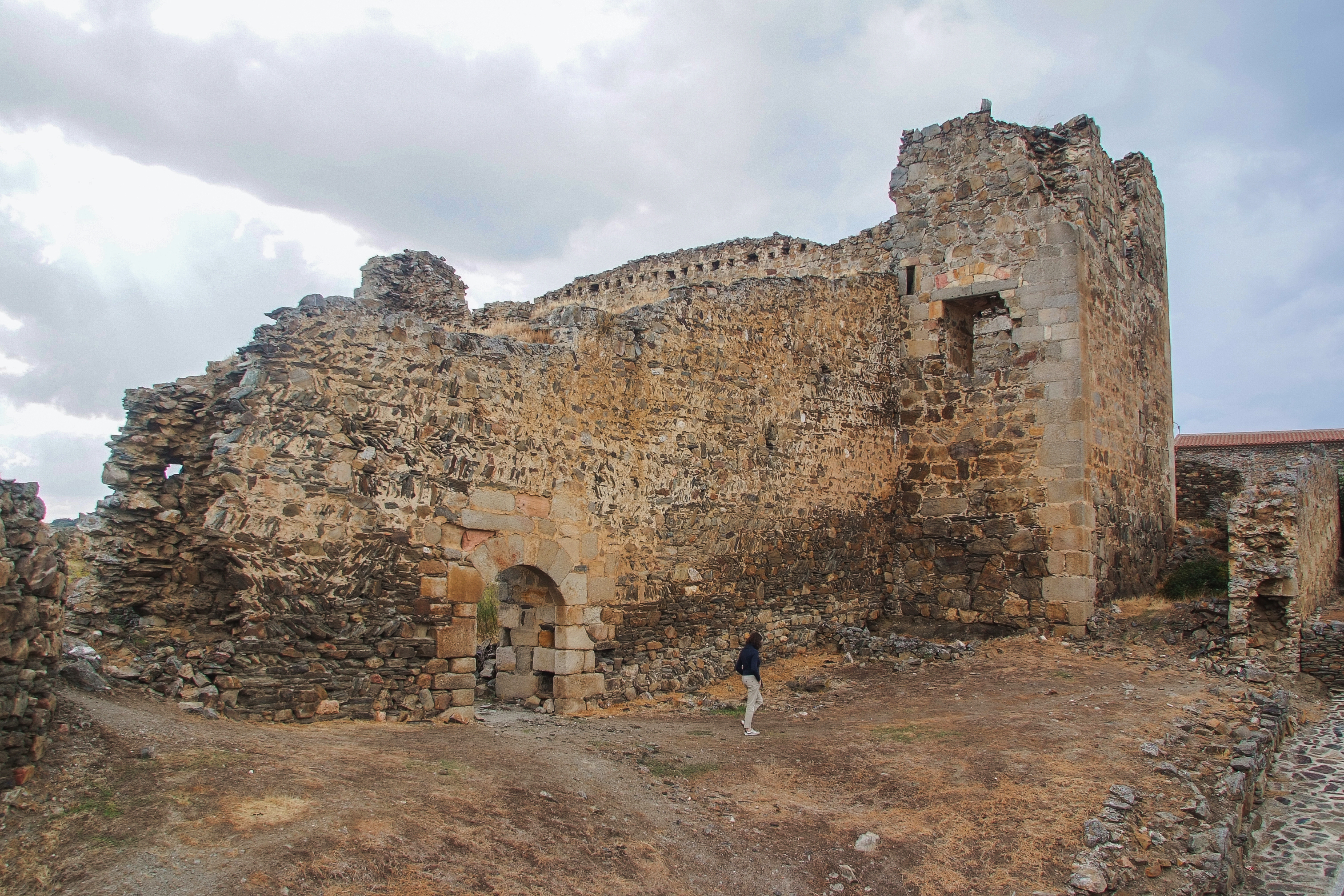
Castelo da muçulmana encantada, em Salvatierra de Tormes.

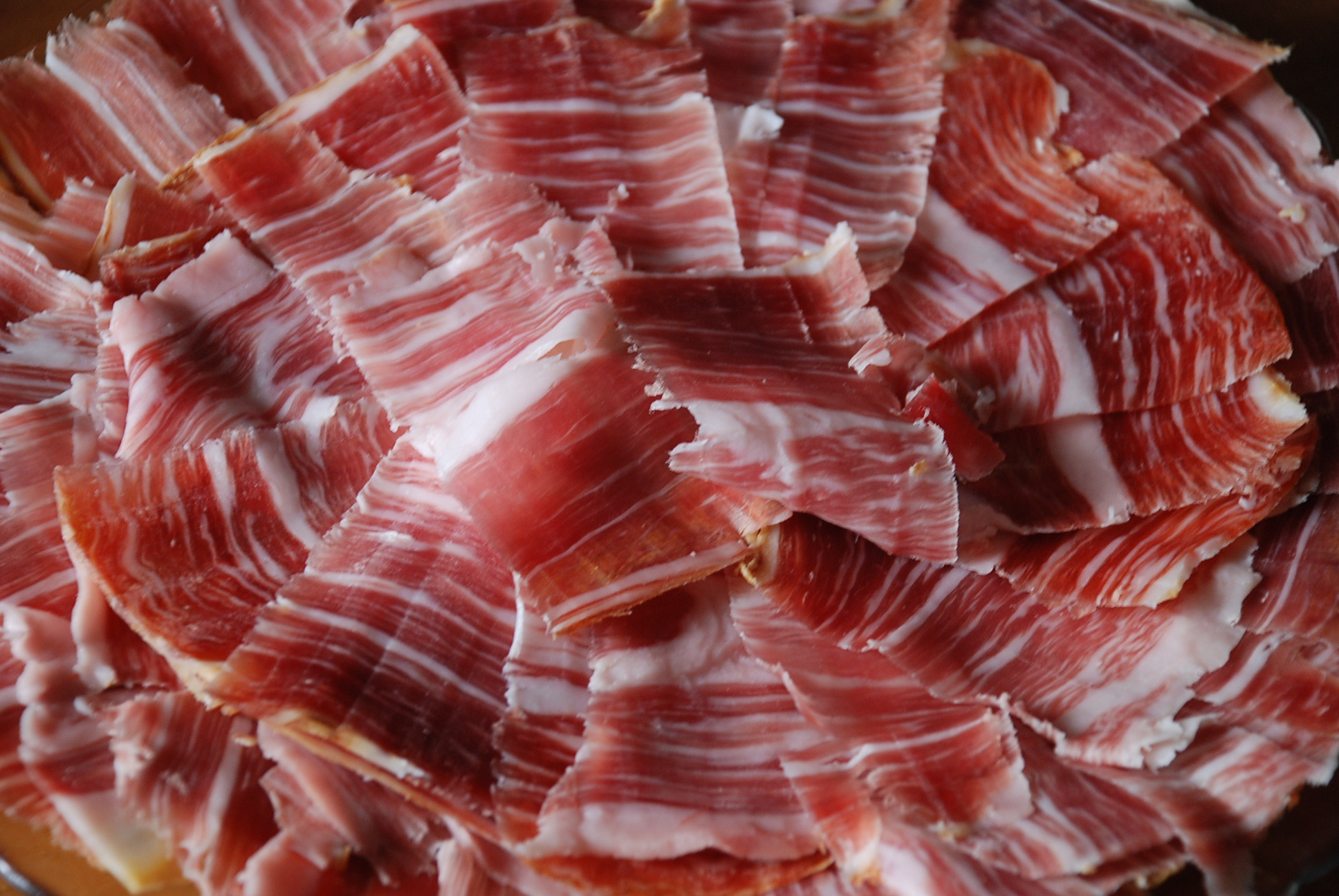
Presunto de Guijuelo.

Salvatierra (também conhecida como Condado de Salvatierra) é uma subcomarca da comarca de Guijuelo, na província de Salamanca, Castela e Leão, Espanha. Os seus limites não se correspondem com uma divisão administrativa, mas com uma demarcaçao histórico-tradicional.

## Geografia

### Demarcação
Compreende 8 concelhos: Aldeavieja, Berrocal, Fuenterroble, Guijuelo, Montejo, Pedrosillo, Pizarral e Salvatierra de Tormes.